# Mescalero

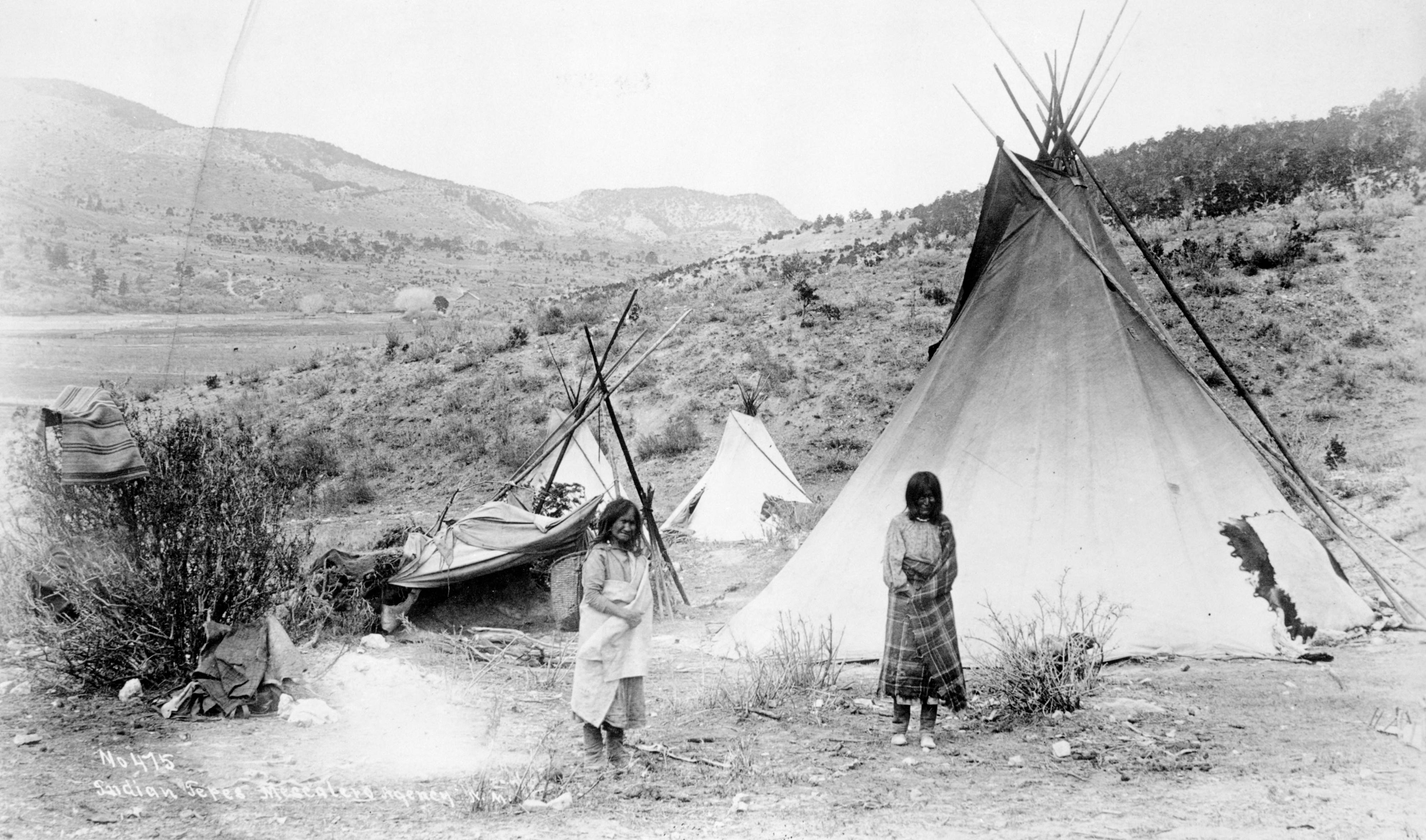
Obozowisko Mescalero na przełomie XIX i XX w.

Apacze Mescalero (Naashgalí Dineʼé) – grupa Indian Ameryki Północnej zamieszkująca południowo-zachodni Nowy Meksyk. Nazwa własna: Mashgaleode („ludzie meskalu”) lub Shis I'Ndee („lud górskich lasów”). Jednak różne grupy plemienne w zależności od rejonów zamieszkania operowały własnymi oryginalnymi określeniami, np. odłam żyjący w Górach Sacramento zwał siebie Niit'aheode (Ludzie ze Skraju Ziemi), zaś ten z Gór Sierra Madre - Tsebikineode (Ludzie z Kamiennych Domów), żyjący w pueblu wykutym w skale. Byli też Chi'laaode (Ludzie Antylopy) i Tseichiode (Ludzie Czerwonych Skał) z gór Sierra Guadelupe. Hiszpańska nazwa Mescalero pochodzi od meskaliny, silnego alkaloidu roślinnego (kaktus Lophophora williamsii), który Indianie ci zażywali w celu wywołania transu i wizji.  
Mescalero nie należeli do wojowniczych plemion, wielu z nich w pierwszych latach ekspansji białych kooperowało z nimi i służyło jako przewodnicy i zwiadowcy. Później jednak, w obliczu nasilających się represji, zmienili taktykę.
Liczebność w roku 2000:  Według danych U.S. Census Bureau, podczas spisu powszechnego w 2000 roku 5374 obywateli USA zadeklarowało, że jest pochodzenia wyłącznie Mescalero Apache (jako wyłącznie Apache – z różnych grup - zadeklarowało się wówczas 50 070 osób), zaś 7027 oświadczyło, że ma pochodzenie wyłącznie lub między innymi Mescalero Apache (jako wyłącznie lub między innymi Apache zadeklarowały się 96 833 osoby).